# Kock (hushållsarbetare)

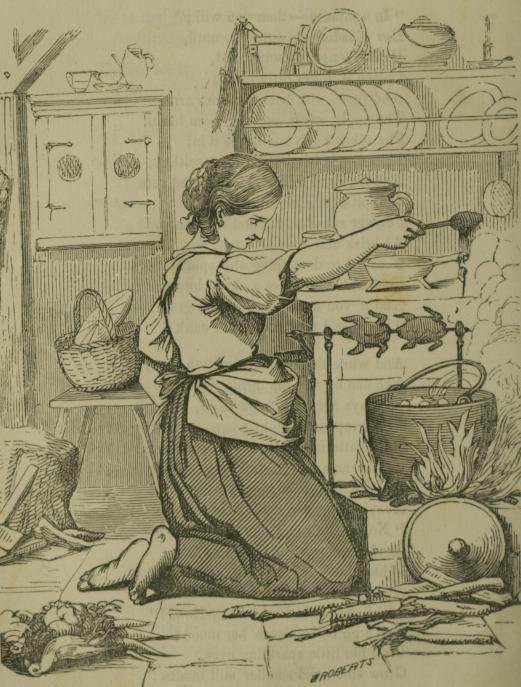
Illustration från 1855

En kock eller kokerska är i ett hushåll med hushållspersonal en person som ansvarar för matlagning och står över övrig kökspersonal. I ett traditionellt engelskt så kallat "great house" handlade det traditionellt om en flicka eller kvinna som arbetade som kokerska. Denna roll kan dock vara uppdelad på flera personer. På Hampton Court då Henrik VIII var kung av England fanns sex kokerskor. Många kokerskor arbetade sig upp från att ha startat som köksflicka. Även i dag har många av dem arbetat i hushåll i åratal eller gått på matlagningsskola. Många av dem arbetar även med uppgifter som städning och barnpassning. Många bär uniform.
Margaret Powell, som började som köksflicka i 15-årsåldern, arbetade sedan upp sig till kokerska.

### Fotnoter
1. ↑  ”Why downstairs HATED upstairs: The acerbic memoirs of a Twenties maid reveal what domestic staff REALLY thought of their masters” (på engelska). Daily Mail. 26 februari 2011. http://www.dailymail.co.uk/femail/article-1360819/Why-downstairs-HATED-upstairs-The-acerbic-memoirs-Twenties-maid-reveal-domestic-staff-REALLY-thought-masters.html. Läst 25 oktober 2015.
2. ↑  Veronica Horwell. ”The servant question” (på engelska). Le Monde Diplomatique. http://mondediplo.com/2013/01/12series. Läst 25 oktober 2015.